# Carl Deichman

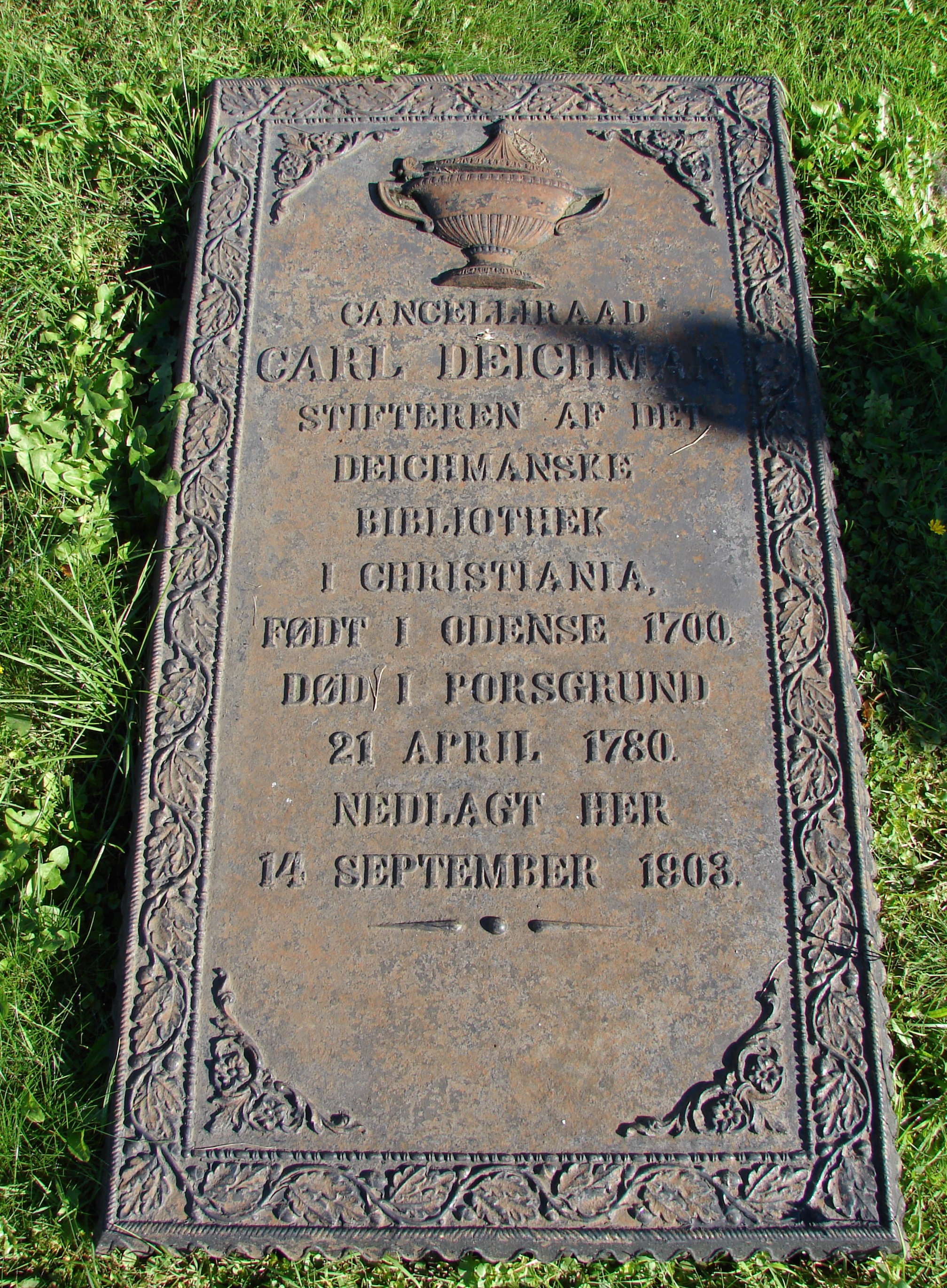
Grabstein Carl Deichmans in Porsgrunn

Carl Deichman (* 1700 oder 1705 in Odense oder Viborg; † 21. April 1780 in Porsgrunn) war ein norwegischer Fabrikbesitzer und Büchersammler, dessen Bibliothek den Grundstock für die Deichmanske bibliotek in Oslo bildete.
Seine Eltern waren der Bischof von Oslo Bartholomæus Deichman (1671–1731) und dessen Frau Else Rosenmeyer (um 1669–1745). Er blieb unverheiratet.
Deichman wuchs in Christiania auf, wo sein Vater seit 1712 Bischof war. Nach einer Grundausbildung im Elternhaus ging er nach Kongsberg und erlernte den Bergbau. 1726 unternahm er eine größere Auslandsreise. In diesem Jahr wurde er zum Hofjunker bei Friedrich IV. ernannt. Als dieser 1730 starb, war seine Karriere bei Hofe zu Ende, da sein Vater bei dem Nachfolger Christian VI. in Ungnade gefallen war und abgesetzt wurde. Anlässlich eines Besuchs König Chrians VI. in Norwegen erhielt er den Titel Kanzleirat und wurde Assessor am Oberhofgericht in Christiania. Nach vier Jahren nahm er von dieser Stelle seinen Abschied, um sein Vermögen zu verwalten und seine Kenntnisse zu erweitern. Zusammen mit seinem Bruder Kammerrat Wilhelm Deichman und seinem Schwager Herman Leopoldus, (später „Løvenskiold“) kaufte er 1734 die Fossum Eisenhütte. 1737 kaufte er den Anteil von Leopoldus. Die Brüder waren nun bis 1739 Alleineigentümer der Eisenhütte. Dann tauschten sie dieses Werk gegen die Bolvigs Eisenhütte (westlich von Porsgrunn) von Leopoldus. Das verkauften sie diesem zwei Jahre später wieder zurück. Später wurden sie Miteigentümer mehrerer Unternehmen, unter anderem 1753 die Eisenhütte in Eidsfoss (in Hof). Carl Deichman betätigte sich daneben auch als Kaufmann. Beide Brüder blieben unverheiratet und führten in Porsgrunn einen gemeinsamen Haushalt. Als Wilhelm starb, erbte Carls dessen Vermögen.
Carl Deichman repräsentierte die gebildete bürgerliche Oberschicht, die sich im 18. Jahrhundert stark zur Geltung brachte. Norwegen spielte innerhalb des dänisch-norwegischen Reiches eine immer größere wirtschaftliche Rolle, insbesondere dank seiner Eisenindustrie. Ohne diese hätte sich das Reich gegen die Großmacht Schweden nicht behaupten können. Das erforderte auch, technologisch immer auf der Höhe zu sein. Dafür standen die Eisenhüttenwerke Fossum, Bolvig und Eidsfoss. Neben der wichtigen Produktion von Kanonen stand auch die Herstellung gusseiserner Öfen mit ihren kunstvollen Ofenplatten auf dem Produktionsprogramm.
Während seiner gewerblichen Tätigkeit war das Haus der Brüder Deichman der Mittelpunkt der kulturellen Kreise in Porsgrunn. Er selbst pflegte seine literarischen Interessen im Geist des Rokoko. Er stand mit vielen Gelehrten seiner Zeit im Briefwechsel und war Mitglied mehrerer gelehrter Gesellschaften, zum Beispiel von „Det Kjøbenhavnske Videnskabsselskab“ seit 1758 und ab 1796 von „Det Trondhjemske Selskab“ (heute „Det Kongelige Norske Videnskabers Selskab“) in Trondheim. Er sammelte eine große Bibliothek, die bei seinem Tod einen Bestand von rund 6 000 Bänden aufwies, daneben Manuskripte, Diplome, Karten, Antiquitäten und eine Münzsammlung. Diese gesamte Sammlung zuzüglich 2 000 Rigsdaler vermachte er der Stadt Christiania. Die Sammlung wurde 1785 der Öffentlichkeit zugänglich gemacht und bildete den Grundstock für die Deichmanske bibliotek in Oslo.

## Erläuterungen
1. ↑  
Der „Kanzleirat“ war zu dieser Zeit nur noch ein Titel ohne besondere Funktion. Er stand unter dem Justizrat und befand sich bei Hofe in der 6. Rangklasse.
2. ↑  
Der „Assessor“ war beisitzender Richter in einem Kollegialgericht.
3. ↑  
Das „Oberhofgericht“ war ein 1666 in Akershus eingerichtetes Appellationsgericht, an welches man Rechtsmittel gegen Entscheidungen des Lagtings richten konnte. Gegen Entscheidungen des Oberhofsgericht konnte man Rechtsmittel an Oberste Gericht (Højesteret) in Kopenhagen einlegen. 1797 wurde es durch das Stiftsoverret ersetzt.